# 小纹背鼩鼱
小纹背鼩鼱（学名：Sorex bedfordiae）为鼩鼱科鼩鼱属的动物。在中国大陆，分布于四川等地，一般生活于山地森林，以针混交林为主。该物种的模式产地在四川峨眉山。